# Heinrich von Rosenthal (Politiker)
Friedrich Conrad Heinrich von Rosenthal (* 28. November 1808 in Wesel; † 29. Mai 1865 in Berlin) war ein deutscher Politiker.

## Leben
Heinrich von Rosenthal, Sohn eines Weinhändlers, absolvierte eine Ausbildung zum Supernumerar. Er war bis zu seiner Ernennung zum Bürgermeister von Kettwig am 1. Oktober 1843 Bürgermeister von Süchteln, heute ein Stadtteil von Viersen. Nachdem er dieses Amt am 30. September 1844 niedergelegt hatte, ging er am 20. September 1844 nach Mettmann, wo er bis zu seinem Tod 1865 Bürgermeister war.